# Schönenberg-Kübelberg
Schönenberg-Kübelberg é um município da Alemanha localizado no distrito de Kusel, estado da Renânia-Palatinado.
É membro e sede do Verbandsgemeinde de Schönenberg-Kübelberg.